# Arthur Symons
Arthur William Symons (28. února 1865, Milford Haven, Pembrokeshire, Wales – 22. ledna 1945, Wittersham, Kent, Anglie), byl britský básník, kritik a časopisecký redaktor.

## Život
Narodil se v rodině metodistického kněze z Cornwallu. Dostalo se mu soukromého vzdělání, strávil delší dobu v Itálii a ve Francii. V roce 1888 se seznamuje s Walterem Paterem a Havelockem Ellisem.

V roce 1901 se oženil s Rhodou Bowser.

V roce 1908 se nervově zhroutil během cesty po Itálii. Následující dvě léta strávil v ústavech pro choromyslné. Po tomto zhroucení již psal minimálně a otiskoval především dříve napsané práce.

## Dílo
V roce 1882 otiskl svůj první článek, v roce 1886 pak svou první knihu, námětem obou děl je básník Robert Browning. V roce 1892 je uvedena jeho první divadelní hra The Minister’s Call. Symons byl vůdčí osobností symbolismu v Anglii. V roce 1896 byl redaktorem časopisu The Savoy spolu s Aubreyem Beardsleyem a vydavatelem Leonardem Smithersem.
Jeho kniha The Symbolist Movement in Literature ovlivnila řadu britských básníků, např. William Butler Yeatse nebo Thomas Stearns Eliota.
Překládal z francouzštiny Paula Verlaina a Émile Verhaerena, z italštiny Gabriele d’Annunzia.

## Spisy

### Básně
- Days and Nights (1889)
- Silhouettes (1892)
- London Nights (1895)
- Amoris victima (1897)
- Images of Good and Evil (1899)
- Poems (2 svazky), (1902)
- A Book of Twenty Songs (1905)
- The Fool of the World and other Poems (1906)
- Knave of Hearts (1913) – básně z období 1894–1908
- Love's Cruelty (1923)
- Jezebel Mort, and other poems (1931)

### Eseje
- Introduction to the Study of Browning (1886)
- Studies in Two Literatures (1897)
- Aubrey Beardsley: An Essay with a Preface (1898)
- The Symbolist Movement in Literature (1899; 1919) – Symonsovo základní kritické dílo
- Cities (1903) – cestopisy z měst (Řím, Benátky, Neapol, Sevilla a dalších)
- Plays, Acting and Music (1903)
- Studies in Prose and Verse (1904)
- Spiritual Adventures (1905)
- Studies in Seven Arts (1906).
- Figures of Several Centuries (1916)
- Studies in the Elizabethan Drama (1919)
- Charles Baudelaire: A Study (1920)
- Confessions: A Study in Pathology (1930) – kniha, ve které Symons popisuje své nervové potíže
- A Study of Walter Pater (1934)

### České překlady
- Duchová dobrodružství, (Spiritual Adventures), překlad: Artur Breisky, Moderní bibliotéka, ročník VI., Praha, František Adámek, 1908
- Dětství Luce Newcombové a jiné povídky, překlad Máša Dvořáková, KDA, svazek 63, Praha, Kamilla Neumannová, 1910
- Vrah, povídka, in: 1000 nejkrásnějších novell 1000 světových spisovatelů, svazek 63, Praha, Jos. R. Vilímek, mezi 1911 a 1930

Symonsův text Tanečnice z Jávy (Javanese Dancers) ze sbírky Silhouettes, 1892 použil Bohuslav Martinů ve svém díle Tři melodramy z roku 1913.